# Upper Prince's Quarter
Upper Prince's Quarter (Nederlands: Boven Prinsenkwartier) is een dorp in Sint Maarten. De nederzetting bevindt zich aan de kust in oosten van het land. Het dorp is vernoemd naar Hendrik van Oranje-Nassau die in 1835 Sint Maarten bezocht had, en bestaat uit een lower (lager) en een upper (hoger) gedeelte.

## Pointe Blanche
Upper Prince's Quarter bestaat uit meerdere woonwijken. Het meest zuidelijk ligt Pointe Blanche waar het marinesteunpunt Pointe Blanche en de Pointe Blanche-gevangenis zich bevinden. De wijk heeft geen officieel strand, maar ligt dicht bij Philipsburg en de cruiseschiphaven en heeft mooie natuur voor wandeltochten.

## Vineyard

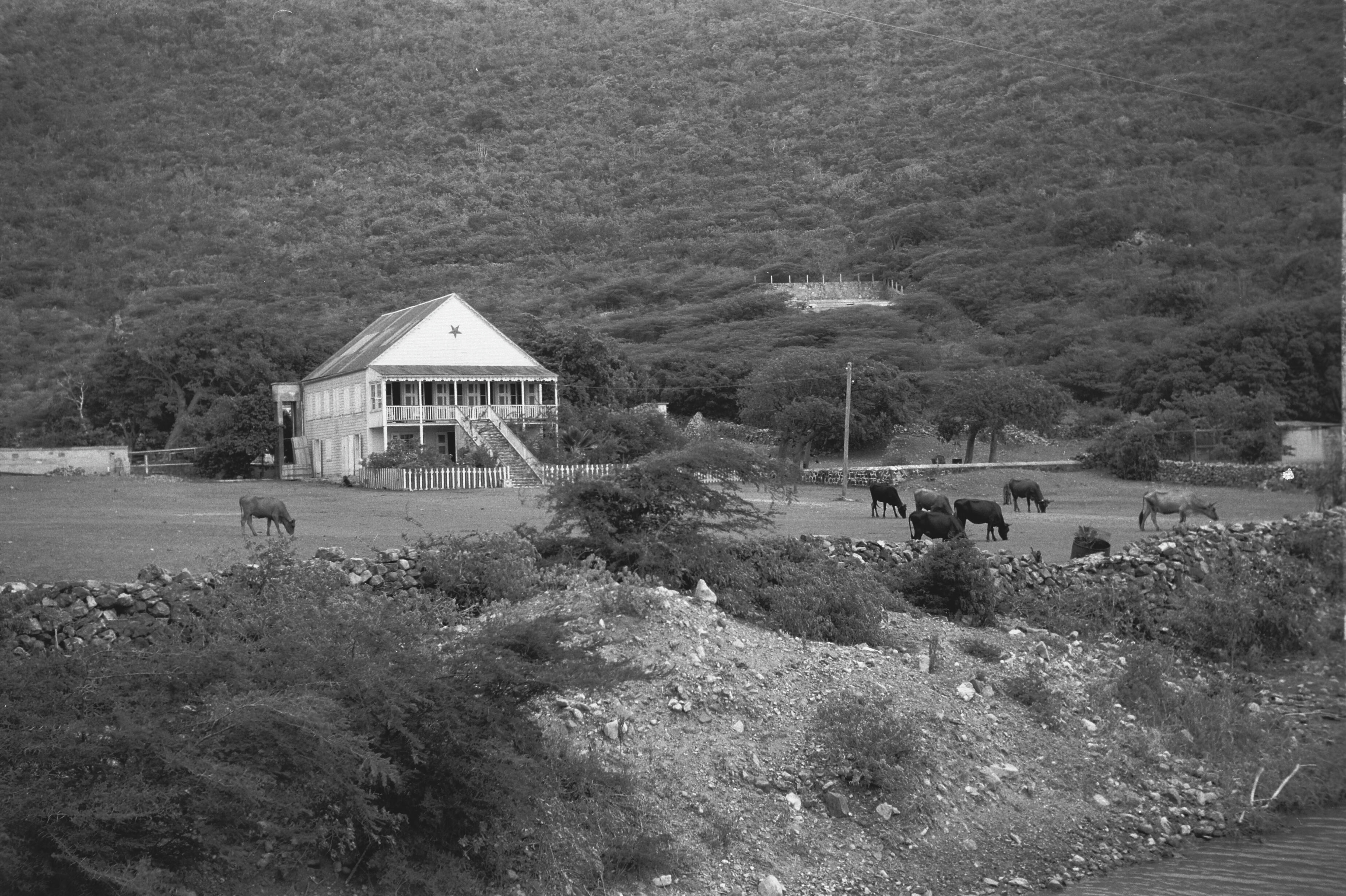
Landhuis Vineyard (1966)

Vineyard ligt ten noorden van Pointe Blanche. Het was oorspronkelijk een wijngaard. Het landhuis was in 1872 gebouwd door Louis van Romondt. Het landhuis is een kopie van een landhuis in Martha's Vineyard in de Verenigde Staten, en is in kleine stukjes naar Sint Maarten verscheept en opgebouwd.
Cole Bay · Cul de Sac · Little Bay · Lower Prince's Quarter · Lowlands · Oyster Pond · Philipsburg · Simpson Bay · Upper Prince's Quarter